# Протојереј
Протојереј је мирски презвитерски чин у Православној цркви.
Овај чин одговара монашком презвитерском чину протосинђела. У Православној српској цркви, овај чин додјељује архијереј оним свештеницима који имају преко двадесет година свештеничке службе, који су се истакли својим ревносним радом и служењем Цркви и показали очите резултате у раду.
Чин се додјељује на светој архијерејској литургији, када архијереј чита молитву изнад главе одликованог и уручује му надбедреник (ромбоидно платно) који протојереј затим увијек носи на светој литургији. Сама ријеч протојереј у преводу са грчког значи „први свештеник“.